# Forever (песня Kiss)
«Forever» — песня американской группы Kiss. Была выпущена в качестве второго сингла с альбома 1989 года Hot in the Shade.

## О песне
Песня была написана гитаристом/вокалистом Полом Стенли и певцом/автором-исполнителем Майклом Болтоном. В тот период Болтон находился на пике своего коммерческого успеха. В частности Брюс Кулик выступал с ним перед тем как прийти в Kiss.
В музыкальном плане, «Forever» представляет собой пауэр-балладу. Во вступлении песни Стенли поёт под аккомпанемент акустической гитары, плавно переходя в хоровые партии с остальной частью группы.
Для коммерческого продвижения сингла песня была записана в Electric Lady Recording Studios в Нью-Йорке, Майклом Барбиеро и Стивом Томпсоном. Также на песню было снято музыкальное промо-видео. Оно получило тяжёлую ротацию на MTV, достигнув первого места в списке «Самое запрашиваемое видео», и в итоге несколько раз показывалось на канале. Для Kiss это стал самым простым по сюжету клипом, поскольку в центре сюжета показывалось то, как группа (состоявшая на тот момент из Стенли, Джина Симмонса, Брюса Кулика и Эрика Карра) на протяжении всего видео играет в пустой комнате.
«Forever» достигла восьмого места в чарте Billboard Hot 100, став таким образом первым синглом группы, попавшем в US Top 40 с тех пор, как «I Was Made for Lovin’ You» достигла 11 места в 1979 году. Он стал седьмым и последним для группы синглом, сумевшим попасть в последние топ-20 американских синглов. Также песня достигла 17 места в Billboard Hot Mainstream Rock Tracks.

## Прочие появления
«Forever» также появляется на следующих релизах Kiss:
- Alive III — концертная версия
- The Box Set[англ.]
- The Very Best of Kiss
- The Best of Kiss, Volume 2: The Millennium Collection[англ.]'
- Kiss Symphony: Alive IV — Live version
- Jigoku-Retsuden — студийная перезапись 2008 года

## Участники записи
В версии Hot in the Shade;
- Пол Стенли — акустическая гитара, вокал
- Джин Симмонс — бэк-вокал
- Брюс Кулик — соло-гитара, бас-гитара, бэк-вокал
- Эрик Карр — ударные, бэк-вокал

Сессионный музыкант:
- Фил Эшли — клавишные

В версии Sonic Boom;
- Пол Стенли — ритм-гитара, вокал
- Джин Симмонс — бас-гитара, бэк-вокал
- Томми Тайер — соло-гитара, акустическая гитара, бэк-вокал
- Эрик Сингер — ударные, бэк-вокал

Сессионный музыкант:
- Брайан Уилан — фортепиано

## Чарты

### Еженедельный чарт
| Чарт (1990-91)                   | Высшая позиция |
| -------------------------------- | -------------- |
| Australian Singles Chart         | 38             |
| Canadian Singles Chart           | 18             |
| UK Singles Chart                 | 65             |
| U.S. Billboard Hot 100           | 8              |
| U.S. Billboard Album Rock Tracks | 17             |

### Итоговый чарт
| Чарт (1990)          | Позиция |
| -------------------- | ------- |
| US Billboard Hot 100 | 92      |